# Oostenrijkse parlementsverkiezingen 1949
De tweede verkiezingen van de Nationalrat, het parlement van Oostenrijk, vonden op 9 oktober 1949 plaats.

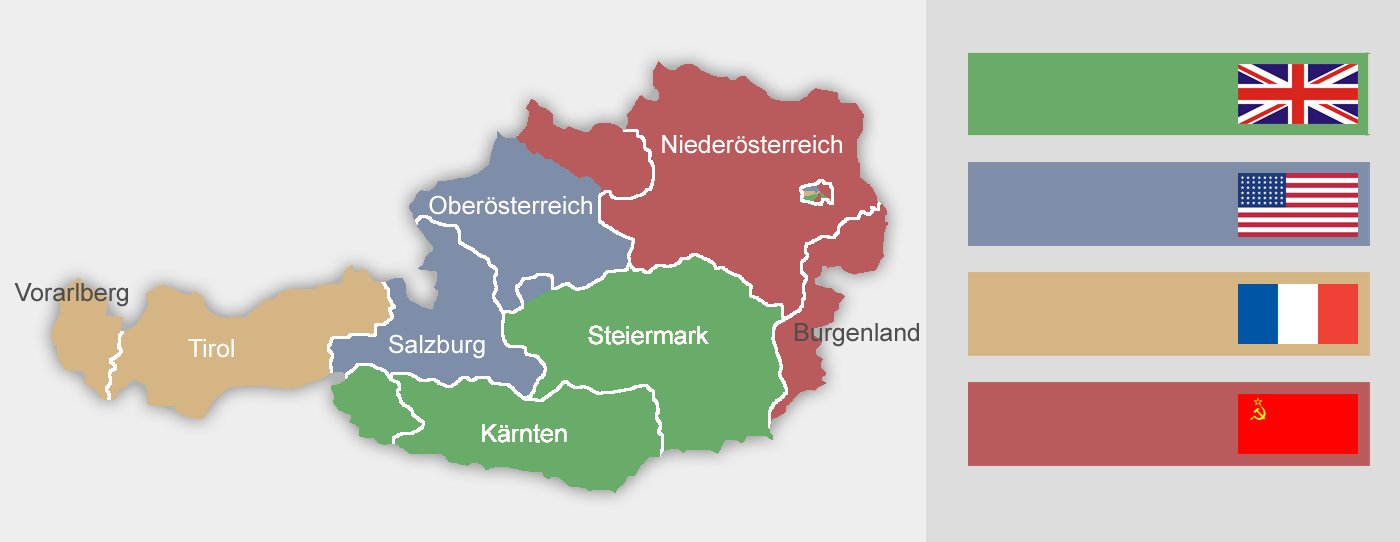
De Geallieerde bezettingszones in Oostenrijk (1945-1955)

De parlementsverkiezingen vonden plaats tijdens geallieerde bezetting van Oostenrijk. Van de ca. 556.000 nazi's in Oostenrijk had inmiddels 90% weer stemrecht gekregen.
Waren de verkiezingen van 1945 vooral een tweestrijd tussen de christendemocratische Österreichische Volkspartei (ÖVP) en de sociaaldemocratische Sozialistische Partei Österreichs (SPÖ), in 1949 mengde de Duits-nationale Wahlpartei der Unabhängigen (WdU) zich in de race. Van tevoren werd al verwacht (en binnen de SPÖ werd dit ook gehoopt) dat de WdU stemmen zou afsnoepen van de ÖVP. Dit omdat de WdU zich deels op dezelfde kiezersgroepen als de ÖVP richtte.
| Voornaamste partijen die deelnamen aan de verkiezingen | Voornaamste partijen die deelnamen aan de verkiezingen | Voornaamste partijen die deelnamen aan de verkiezingen |
| Partijnaam                                             | Afkorting                                              | Ideologische richting                                  |
| ------------------------------------------------------ | ------------------------------------------------------ | ------------------------------------------------------ |
| Österreichische Volkspartei                            | ÖVP                                                    | christendemocratie, liberaal conservatisme             |
| Sozialistische Partei Österreichs                      | SPÖ                                                    | sociaaldemocratie, democratisch socialisme             |
| Kommunistische Partei Österreichs                      | KPÖ                                                    | marxisme-leninisme, communisme                         |
| Wahlpartei der Unabhängigen                            | WdU                                                    | liberaal conservatisme, nationaal liberalisme          |

## Uitslag
De verkiezingen werden gewonnen door de Österreichische Volkspartei (ÖVP) die 44% van de stemmen kreeg. De partij verloor hierbij bijna 6% ten opzichte van 1945. De Sozialdemokratische Partei Österreichs (SPÖ) kreeg bijna 39% van de stemmen en ging er evenals de ÖVP ca. 6% op achteruit. De Kommunistische Partei Österreichs (KPÖ) bleven met 5% van de stemmen stabiel. Een groot succes werd geboekt door de nieuwkomer, de Wahlpartei der Unabhängigen (WdU) die bijna 12% van de stemmen kreeg. De SPÖ steunde heimelijk de WdU in de hoop dat verdeeldheid binnen het burgerlijke kamp een verzwakking van de ÖVP zou inhouden. Inderdaad kozen veel kiezers die in 1945 nog op de ÖVP stemden nu voor de WdU, maar dat deed ook een aanzienlijk deel van de kiezers dat vier jaar eerder nog op de SPÖ stemde en nu haar stem aan de WdU gaf.
| Partijen | Partijen                                                           | Stemmen   | Percentage | Zetels | Verschil |
| --- | ------------------------------------------------------------------ | --------- | ---------- | ------ | -------- |
| | Österreichische Volkspartei (ÖVP)                                  | 1.846.581 | 44,00%     | 77     | 8        |
| | Sozialistische Partei Österreichs (SPÖ)                            | 1.623.524 | 38,70%     | 67     | 9        |
| | Wahlpartei der Unabhängigen (WdU)                                  | 489.273   | 11,70%     | 16     | NIEUW    |
| | Kommunistische Partei Österreichs u. Linkssozialisten (Linksblock) | 213.066   | 5,10%      | 5      | 1        |
| | Democratische Union (DU)                                           | 12.059    | 0,28%      | —      | NIEUW    |
| | Vierte Partei                                                      | 7.134     | 0,17%      | —      | NIEUW    |
| | Demokraticna fronta delovnegna ljudstva (DF)a                      | 2.088     | 0,04%      | —      | NIEUW    |
| | Overige partijenb                                                  | 8         | 0,00%      | —      | —        |
| (opkomst 96,8%) | (opkomst 96,8%)                                                    | 4.250.616 | 100%       | 165    |          |
| a Partij voor de Sloveense minderheid in Oostenrijk b Demokratische Partei Österreichs, Wirtschaftspartei der Haus- und Grundbesitzer, Österreichische Patriotische Union |                                                                    |           |            |        |          |

## Coalitievorming
Na de verkiezingen vormde Leopold Figl (ÖVP) zijn tweede bondsregering (8 november 1945), een voortzetting van de coalitie van de christendemocratische ÖVP en de sociaaldemocratische SPÖ. Dit kabinet werd op 28 oktober 1952 afgelost door het kabinet-Figl III.

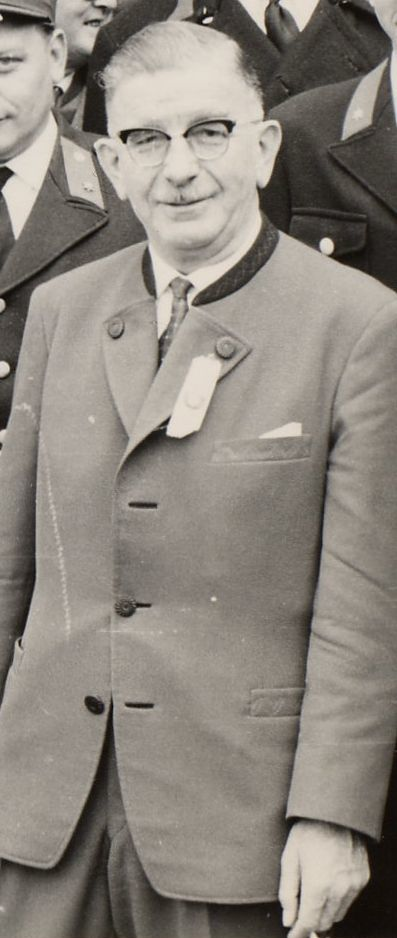
Bondskanselier Leopold Figl (ÖVP)
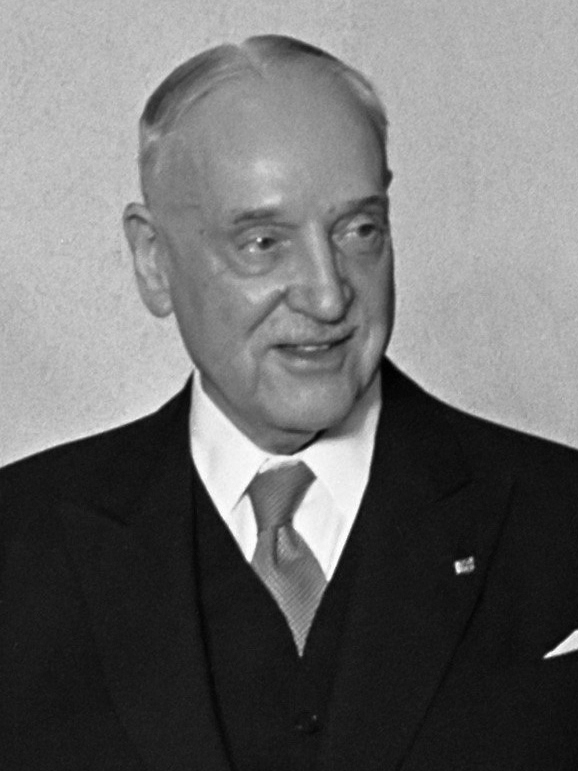
Vice-kanselier Adolf Schärf (SPÖ)